# Sigecheres brittae
Sigecheres brittae is een eenoogkreeftjessoort uit de familie van de Nereicolidae. De wetenschappelijke naam van de soort is voor het eerst geldig gepubliceerd in 1964 door Bresciani.